# 宇品線
宇品線（うじなせん）は、かつて広島県広島市の広島駅から宇品駅までを結んでいた日本国有鉄道（国鉄）の鉄道路線である。1986年（昭和61年）に廃止。

## 概要
当初は日清戦争の人員・物資輸送のための軍事専用線として建設された。開戦の1894年（明治27年）には山陽鉄道（現・山陽本線）が広島駅まで開業したため、この広島駅と宇品港（現・広島港）とを連絡するために、陸軍省の委託により山陽鉄道が軍用線を建設することになり、同年8月4日着工、8月20日竣工、8月21日に開業した。
以後、宇品港から日清戦争・日露戦争・太平洋戦争に出征・復員する兵士や物資の輸送を担った。1897年（明治30年）には山陽鉄道が陸軍省から借入れて一般旅客営業を開始し、1906年（明治39年）には鉄道国有法（同年施行）に基づき国有化されたが、1919年（大正8年）に旅客営業はいったん廃止され貨物専用線化された。旅客営業が復活したのは昭和初期であり、その運行は芸備鉄道（現・芸備線の前身）に1930年（昭和5年）から委託されたが、1937年（昭和12年）の芸備鉄道買収・国有化により再び国鉄に移管された。戦争期間中の一般旅客の利用は軍の規程により、基本的に認められていなかった。1945年（昭和20年）8月6日の原爆投下に際しては、比較的被害が少なかった南段原駅 - 宇品駅間で被爆者の輸送が行われた。
戦後は沿線の学校、大学病院、県庁仮庁舎、工場などへの通勤・通学および貨物輸送を行っていた。広島駅では1番線ホーム東側切欠き部の0番線に発着していた。しかし市内の復興が進行するとともに県庁を始めとする沿線の公共施設が市の中心部へと転出、また同様に広島駅 - 広島港を結ぶ広島電鉄皆実線・宇品線（路面電車）やバス路線の利便性との差が大きくなり客足が減少、営業係数が4000を超える全国有数の赤字路線となった。定期券客をのぞいて旅客営業は1966年（昭和41年）限りで廃止（同時に広島駅0番線も廃止され、市販の時刻表にも非掲載となる）。その定期券旅客扱いおよび貨物扱いも1972年（昭和47年）に廃止され、国鉄の営業線としては使命を終えた。
その後は「宇品四者協定線」として通運業者四者（広島県経済連・日本通運・トナミ運輸・広島運輸）が、広島駅東側に位置する貨物駅の東広島駅（現在の広島貨物ターミナル駅） - 宇品貨物取扱所間の国鉄側線扱い（準専用線）として使用していたが、1986年（昭和61年）に廃止された。

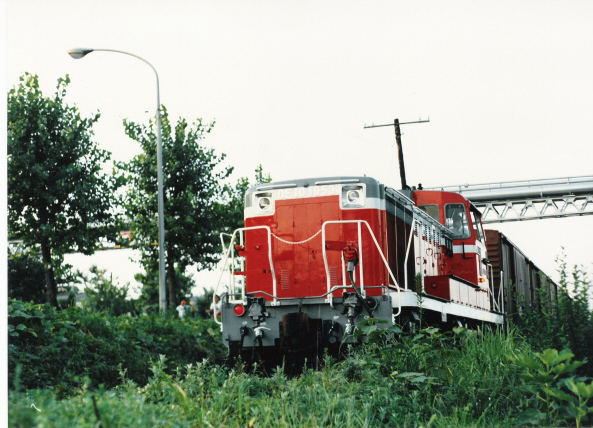
宇品四者協定線時代の上り貨物列車（旧宇品駅 - 旧丹那駅間 1986年7月）
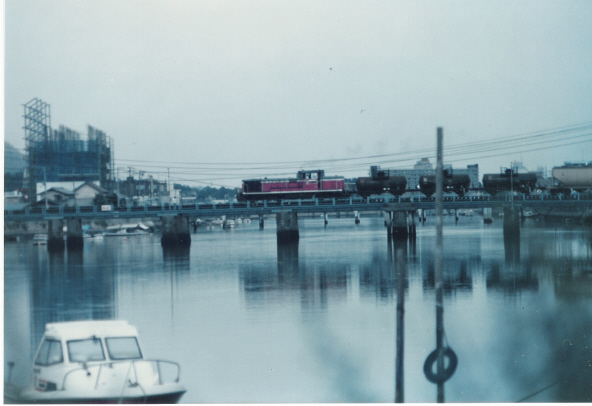
猿猴川橋梁（南段原 - 大須口）を渡る上り貨物列車（1986年8月）
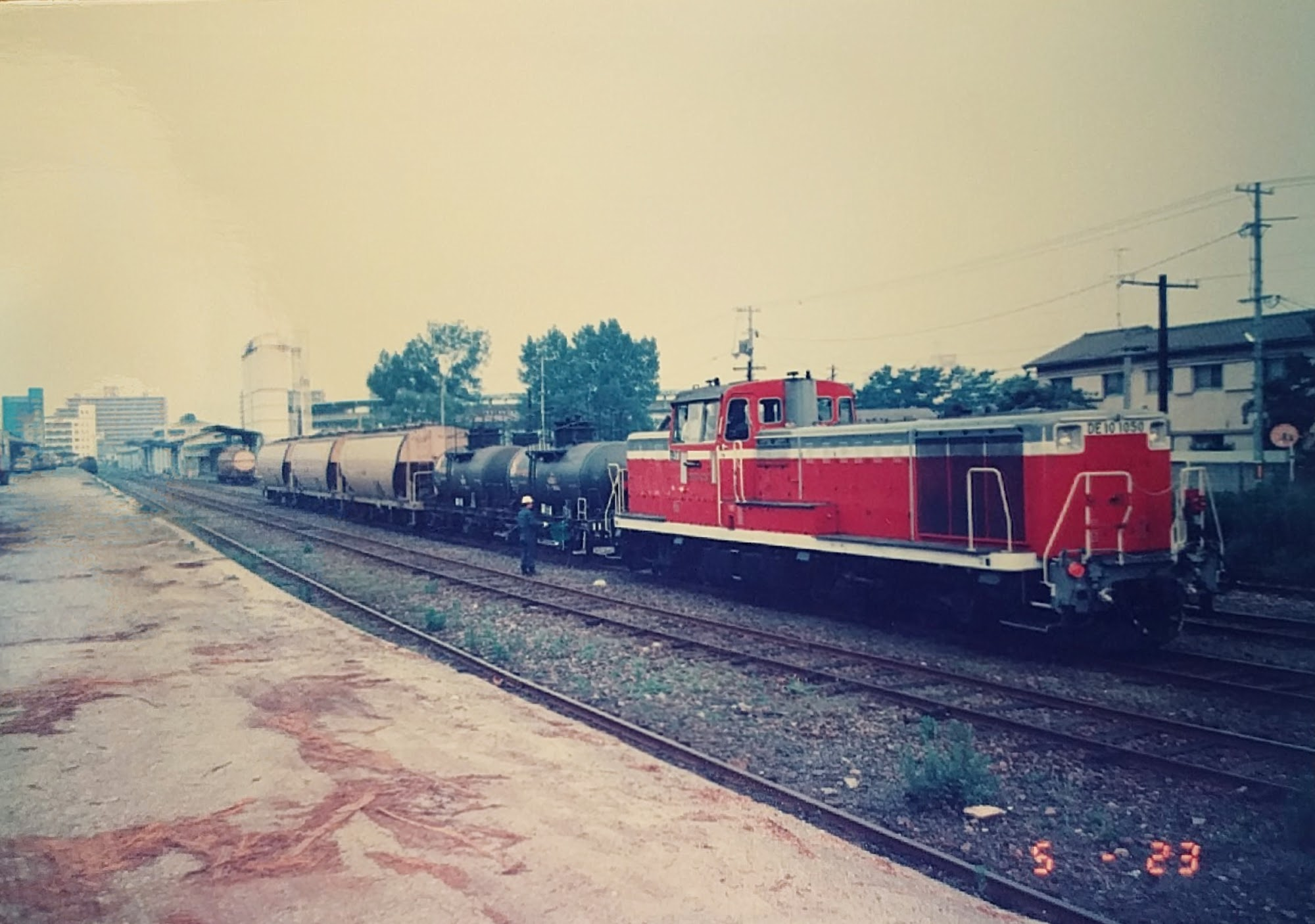
宇品駅に到着後、機関車を上り貨物列車に付け替えている下り貨物列車（1986年6月11日）

## 路線データ
- 路線距離（営業キロ）：広島駅 - 宇品駅間 5.9 km
- 軌間：1067 mm
- 駅数：7駅（起終点駅含む。1966年旅客営業廃止時点）
- 複線区間：なし（全線単線、交換可能駅は下大河駅のみ）
- 電化区間：なし（全線非電化）

## 運行形態

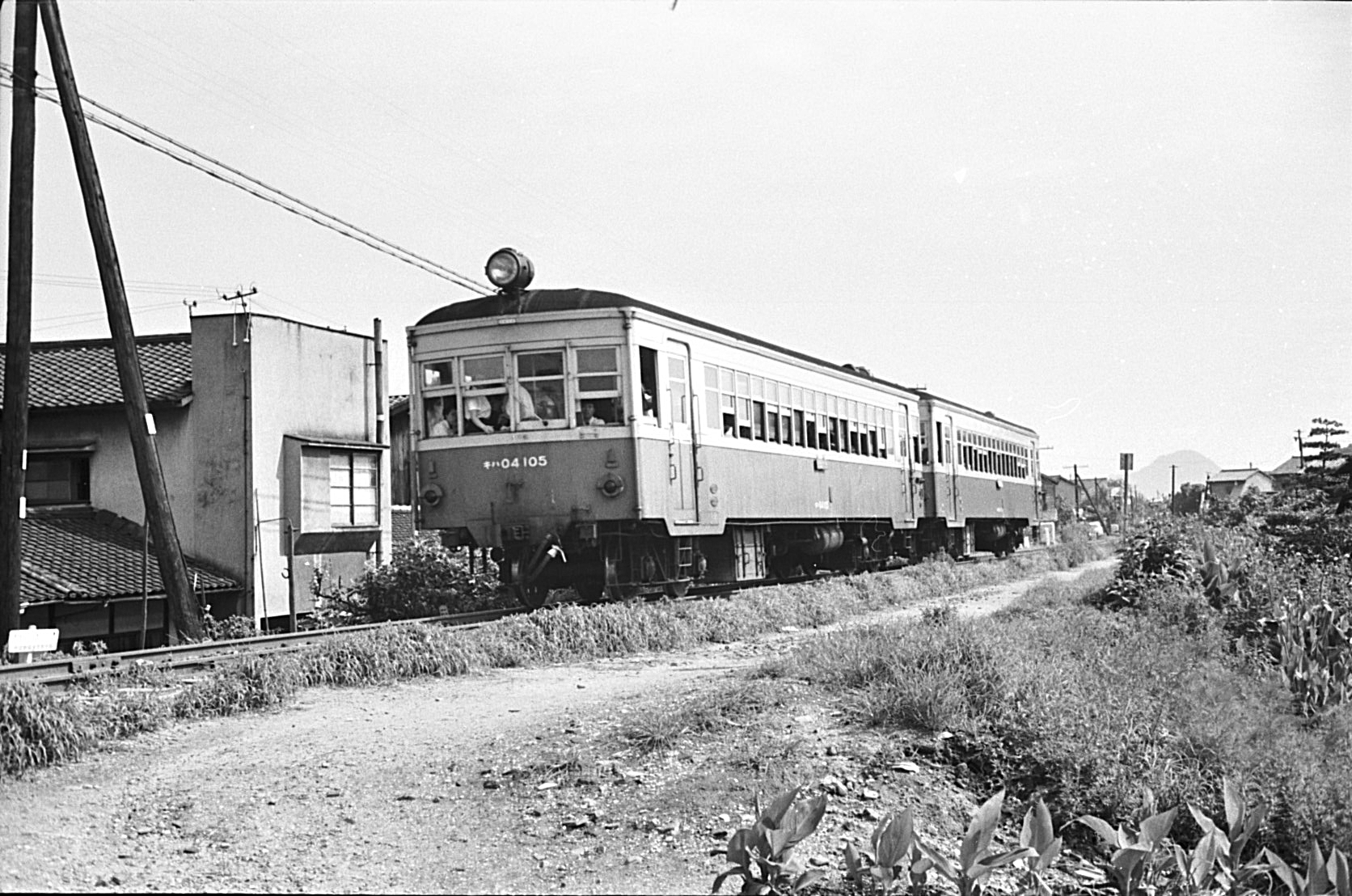
宇品線 宇品発広島行きのキハ04 2両編成による普通列車（丹那駅付近 昭和40年7月）

旅客列車運行本数（平日）
1953年6月
広島駅 - 宇品駅間で23往復。

1964年10月ダイヤ改正
広島駅 - 宇品駅間で14往復（うち下り3本は呉線から、上り1本は徳山行き、計4往復が客車列車）と、広島駅 - 下大河駅間では平日のみ2往復。

1966 - 1972年
上大河駅 - 宇品駅間の廃止後から国鉄宇品線全線廃止まで
広島駅 - 上大河駅間は平日4往復、休日2往復（原則として旅客は定期券所持者のみの扱いとなり、時刻表から消える）。
貨物列車は1日1往復で、広島発5時→宇品着5時25分・宇品発5時44分→広島着6時10分。宇品駅には「広島駅宇品貨物取扱所」を設置。

宇品四者協定線
国鉄宇品線廃止後から1986年の廃線までの貨物準専用線時代は、（貨）東広島駅 - 宇品貨物取扱所間 貨物列車早朝1往復（ダイヤは上記とほぼ同一）。
貨物営業のみとなった1972年（昭和47年）以降は、途中2箇所の踏切（霞通踏切：上大河駅南の国道2号線、丹那踏切：旧丹那駅付近）を越える際には列車の方が一旦停止して乗務員が降車し、道路側の信号機を手動で赤信号にして通過していた。

## 使用車両

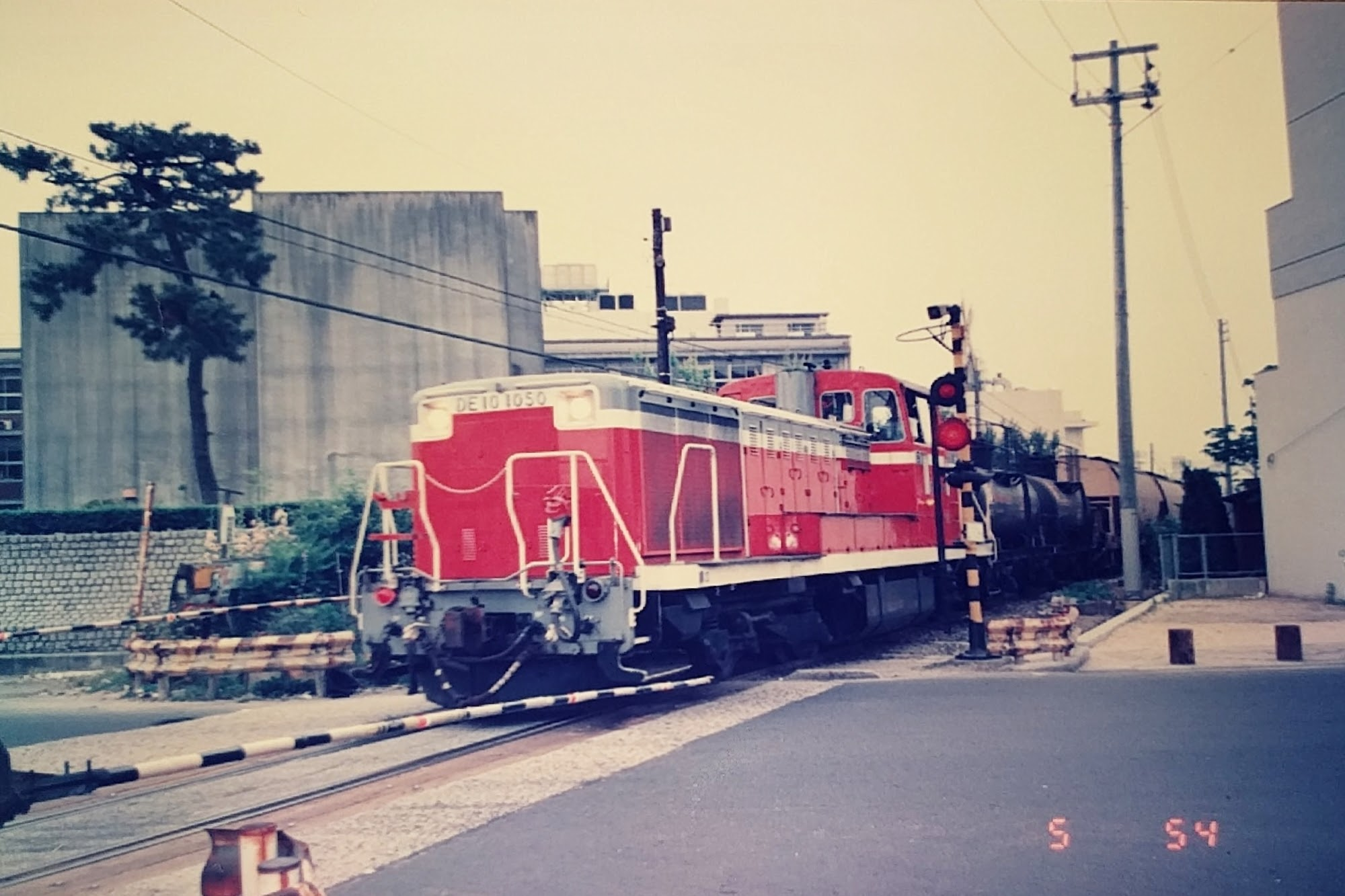
1986年6月 広島大学病院前の踏切を通るDE10

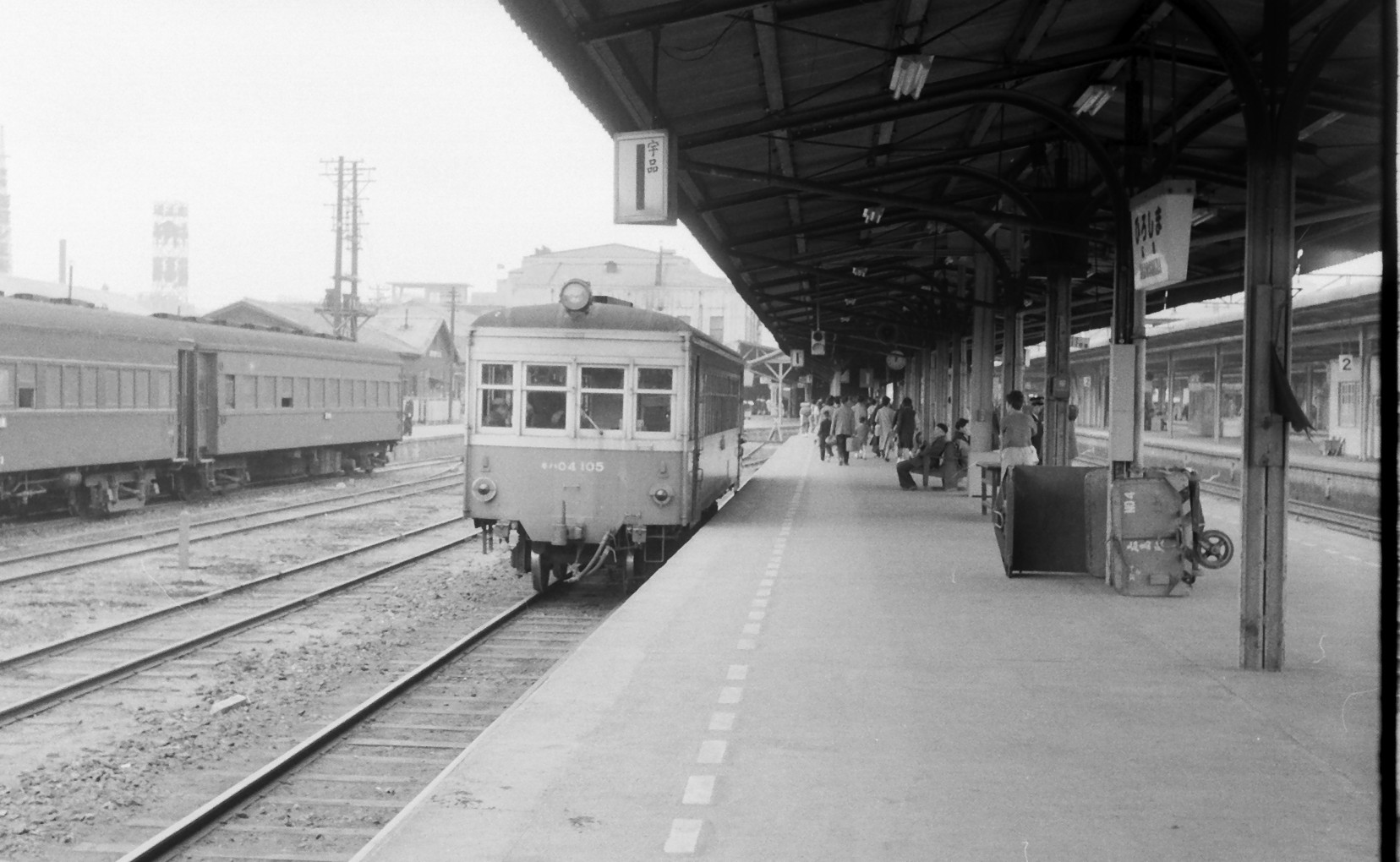
広島駅 0番ホーム 宇品行き普通列車 キハ04 （1963年3月）

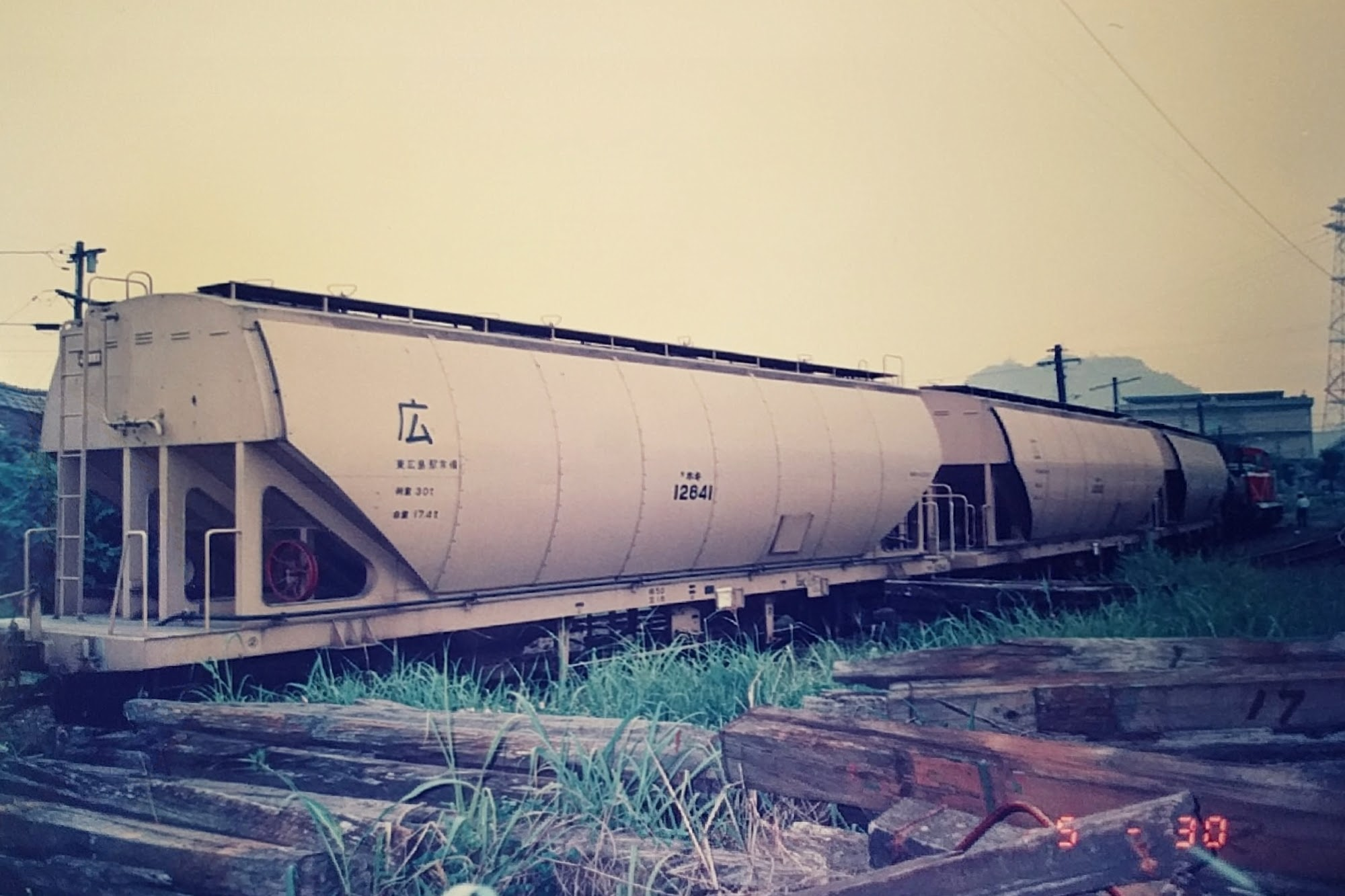
1986年6月 旧宇品駅（宇品貨物取扱所）で出発を待つホキ型ホッパ車

蒸気機関車
860形・C11形・C12形・C58形・D51形など
旅客用、貨物用の区別なく運用。線内は広島駅にしか転車台がなく、宇品行きは往路か復路のいずれかが、テンダー機関車（C58形・D51形）では炭水車、自車に石炭を積むタンク機関車（C11形・C12形）では炭庫側を先頭とするバック運転（逆機）となっていた。日本初の国産蒸気機関車である860形は、書類上の記録はないものの、宇品線を走行している姿が当時の絵葉書に残されている。

ディーゼル機関車
DE10形

気動車
キハ04形
主に1・2両で運用。

客車
35系・43系などの旧型客車
主に3 - 5両で運用。戦後間もない頃はワキ1形貨車が客車代用として用いられた。末期には座席をロングシートに改造した車両（オハ63形）もあった。

貨車
ワム80000形・タキ24700形（日清製粉保有の私有貨車）・タム5000（味の素保有）など

## 歴史
記録によれば、宇品線は1894年（明治27年）8月4日から同年8月20日までのわずか17日間の突貫工事で完成し、翌日から兵員輸送が開始された。しかし具体的な計画は軍部により同年の5月末ごろから秘密裏に進められていたともいわれていることから、建設についても実際には以前より準備がされていた可能性がある。
- 1894年（明治27年）8月21日：陸軍省の委託で山陽鉄道が広島 - 宇品間に単線の軍用線を敷設し、日清戦争用軍事物資の輸送を開始。
- 1897年（明治30年）5月1日：山陽鉄道が陸軍省から広島駅 - 宇品駅間（3 M46  C≒5.75 km）を借入れて一般営業を開始。宇品駅が開業。
- 1900年（明治33年）11月1日：陸軍省、山陽鉄道に比治山・丹那両簡易停車場の設置を許可。
- 1901年（明治34年）9月1日：陸軍による宇品港土地建物修築のため全線休止。
- 1902年（明治35年）12月29日：全線（3.7 M≒5.95 km）の営業が再開。宇品駅が移転。
- 1903年（明治36年）1月20日：比治山簡易停車場が開業。
- 1904年（明治37年）6月12日：丹那簡易停車場が開業。
- 1906年（明治39年）12月1日：山陽鉄道が国有化。陸軍省から鉄道作業局（国有鉄道）に移管。
- 1909年（明治42年）10月12日：線路名称制定により、広島駅 - 宇品駅間が宇品線になる。
- 1915年（大正4年）：第一次世界大戦で中国青島進攻のために再び軍事専用線となる。
- 1919年（大正8年）8月1日：全線の旅客営業が廃止され、山陽本線に編入され同線貨物支線となる。比治山簡易停車場・丹那簡易停車場が廃止。
- 1923年（大正12年）2月15日：全線の荷物営業が再開。
- 1930年（昭和5年）
  - 4月1日：営業距離がマイル表記からメートル表記に変更（3.7 M→5.9 km）。
  - 12月20日：芸備鉄道が鉄道省から借り受け、全線で旅客営業（荷物営業も含む）が再開。国有鉄道としては荷物営業が廃止され貨物線となる。大須口停留場・東段原停留場・被服支廠前停留場（のちの上大河駅）・丹那停留場が開業。芸備鉄道では頻繁運転に適するガソリンカーを使用、以後同社国有化まで、競合する広島瓦斯電気の路面電車に対し、同一の均一5銭運賃と、相次いでの停留場・駅増設で対抗した。
- 1931年（昭和6年）
  - 3月20日：愛宕町停留場（のちの安芸愛宕駅）・女子商業前停留場（のちの南段原駅）・大河地蔵前停留場（のちの下大河駅）が開業。
  - 11月29日：大河地蔵前停留場が駅に変更され、大河駅に改称。
- 1932年（昭和7年）9月25日：兵器支廠前停留場（のちの比治山駅）が開業。
- 1934年（昭和9年）12月1日：人絹裏停留場（のちの下丹那駅）が開業。
- 1937年（昭和12年）7月1日：芸備鉄道の国有化と同時に、山陽本線から分離され宇品線となる。停留場が駅に変更され、愛宕町停留場が安芸愛宕駅に、女子商業前停留場が南段原駅に、兵器支廠前停留場が比治山駅に、被服支廠前停留場が上大河駅に、大河駅が下大河駅に、人絹裏停留場が下丹那駅に改称。
- 1943年（昭和18年）10月1日：安芸愛宕駅・東段原駅・比治山駅・下丹那駅が休止。
- 1945年（昭和20年）
  - 8月6日：広島に原爆投下により、宇品へ負傷者の輸送を行う。
  - 9月17日：枕崎台風により大須口駅南側の猿猴川橋梁[2]の一部が流失。十数メートル下流（東側）に橋梁を新設して軌道を移設。（旧橋梁は橋脚を利用して歩行者専用の「平和橋」として再利用。）
- 1947年（昭和22年）3月20日：上大河駅が0.3 km広島駅方面に移転（旧・比治山駅へ移転した）。広島県庁は原爆で壊滅した後、1946年6月に広島市霞町に移転したため、上大河駅が最寄り駅になった。
- 1966年（昭和41年）12月20日：上大河駅 - 宇品駅間が廃止。下大河駅・丹那駅・宇品駅が廃止。大須口駅が大須口信号場に変更。
  - 上大河駅のすぐ南で宇品線と交差する国道2号（当時バイパス）工事に伴い宇品線との交差方法が検討されたが、赤字線に転落していた宇品線との立体交差化は見送られた。国道2号線とは平面交差（霞通り踏切[3]）となり、この踏切以南の上大河 - 宇品間を廃止し、同区間は宇品積卸線として側線扱いとした。
  - 上大河付近への通学者の利便を図るために旅客営業が広島 - 上大河間に残されたが、乗車は原則として定期券所持者のみに限定[4]。ただ実際としては、車内で補充券を購入する事によってそれ以外の人も利用できた。また、時刻表からはこの時消えた。
- 1968年（昭和43年）9月：国鉄赤字83線に宇品線（広島駅 - 上大河駅間）が指定される。1970年度の営業係数が4,049と国鉄全線中最悪。
- 1972年（昭和47年）
  - 3月7日：国鉄宇品線の廃止を申請[5]。
  - 4月1日：広島駅 - 上大河駅間が廃止となり「国鉄宇品線」としては全廃[6]。大須口信号場・南段原駅[6]・上大河駅廃止[6]。その後宇品貨物取扱所までの全線が東広島駅（現・広島貨物ターミナル駅）を起点とする「宇品四者協定線」として側線扱いに。以降東広島駅 - 宇品貨物取扱所間で午前5時台に1往復の貨物列車が運行される。
- 1986年（昭和61年）10月1日：宇品四者協定線が廃止[1]。

## 駅一覧
- 全駅広島県広島市南区に所在（宇品線として営業当時は1980年の政令指定都市施行前で南区設置前）。
- *印を付した駅は一般旅客営業廃止時点（1966年）に営業していた駅。

| 駅名             | 読み           | 営業キロ | 営業キロ | 接続路線・備考                                          |
| 駅名             | 読み           | 駅間     | 累計     | 接続路線・備考                                          |
| ---------------- | -------------- | -------- | -------- | ------------------------------------------------------- |
| 広島駅*          | ひろしま       | -        | 0.0      | 日本国有鉄道：山陽本線・芸備線 広島電鉄：本線           |
| 安芸愛宕駅       | あきあたご     | 0.4      | 0.4      |                                                         |
| 大須口駅*        | おおずぐち     | 0.8      | 1.2      | 1966年に大須口信号場に変更                              |
| 東段原駅         | ひがしだんばら | 0.2      | 1.4      |                                                         |
| 南段原駅*        | みなみだんばら | 0.4      | 1.8      |                                                         |
| 比治山駅         | ひじやま       | 0.6      | 2.4      |                                                         |
| 上大河駅*        | かみおおこう   | 0.6      | 2.4      | 比治山駅跡地に設置                                      |
| 上大河駅（旧）   | かみおおこう   | 0.3      | 2.7      |                                                         |
| 比治山簡易停車場 | ひじやま       | 0.2      | 2.9      |                                                         |
| 下大河駅*        | しもおおこう   | 0.4      | 3.3      |                                                         |
| 大河地蔵停留場   | おおこうじぞう | 0.0      | 3.3      | 下大河駅の位置より13m南に設置されるも同駅新設により廃止 |
| 丹那駅*          | たんな         | 0.5      | 3.8      |                                                         |
| 丹那簡易停車場   | たんな         | 0.2      | 4.0      |                                                         |
| 下丹那駅         | しもたんな     | 0.7      | 4.7      |                                                         |
| 宇品駅*          | うじな         | 1.2      | 5.9      |                                                         |

※広島駅 - 大須口駅 - 広島駅東側の貨物ヤード（1969年から東広島駅）はいわゆるデルタ線となっており、国鉄線として廃止され広島駅0番ホームからの線路が撤去された1972年以降は、（貨）東広島駅が宇品線（宇品四者協定線）の基点となった。

## 廃線跡現況
以下は、2010年11月現在のもの。
大須口駅付近 - 南段原駅北側
大須口駅跡北側の旧国道2号（現・広島県道164号広島海田線）との立体交差（アンダーパス）跡は、宇品線の桁が撤去された後もしばらく掘り下げられた道路線形のまま残っていたが、ほどなく両側の橋台は撤去され、道路の掘り下げ部分も埋められ平面となった。猿猴川橋梁は、宇品線の橋桁は撤去され、上流側の旧宇品線橋梁（1945年枕崎台風で流失）の橋脚を利用した平和橋歩道橋だけ残されていたが、2002年6月17日に広島市道段原蟹屋線・平和橋に架け替えられ、それに伴い宇品線橋脚・旧平和橋ともすべて撤去された。猿猴川橋梁南詰から南段原駅北側の広島市立段原中学校付近までは、広島市道段原蟹屋線として整備されている。

南段原駅北側 - 上大河駅付近
ほとんどは未整備のまま空き地である。南段原駅跡付近の段原南第5公園は「宇品線公園」として当時の駅標など宇品線のモニュメントが設置されているが、当時の駅・線路が立地していた位置からは外れた地点に所在する。上大河駅跡付近は小公園・車道となっているがかつての駅跡であることを示すモニュメントは設置されていない。

上大河駅南側付近（国道2号線「出汐2丁目北東角」交差点） - 丹那駅付近（「広島南警察署前」交差点）
廃線跡をやや拡幅して車道として整備している。このため他の区間と比べ、かつての宇品線のルートをたどることが比較的容易な状況である。下大河駅跡地は小公園として整備され、駅跡であることを示すモニュメントが設置されている。丹那駅跡地付近（黄金山通りの北側）にも当時の線路・ポイントなどのモニュメントが設置されているが、旧駅跡・線路跡とは異なる位置にある。

丹那駅付近 - 宇品駅進入手前（広島高速道路の高架まで）
レールは撤去されたが未利用のまま放置され、一部区間には近隣の住民が植えたタチアオイが咲いていた時期もあったが、その後10年近くは荒れ地となっていた。
2009年（平成21年）度、広島市南区宇品東三 - 五丁目区間の宇品線跡地の活用方策について、周辺町内会をはじめとする地域団体と、広島市南区役所など関係機関とで協議が進められ、南側を「スポーツ・交流スペース」、北側を「花と農のスペース」として活用することになった。そして2010年（平成22年）、地域ボランティアと南区との協働により、南側が「パークゴルフ場」、北側は「花壇と菜園」として整備され、2010年（平成22年）11月には、宇品パークゴルフオープン記念大会と第1回収穫祭が行われた。
2010年以降、丹那駅と下丹那駅の跡地に駅標を模した「鉄道伝説ゆかりの地」のモニュメントが設置されている。

宇品駅部分
広島高速3号線宇品出入口（および高速道路本線用地）となっている。高速道路の工事進展に伴い、宇品線の遺構は糧秣支廠レンガ倉庫も含め1999年 - 2004年5月までにすべて取り壊された。宇品インターチェンジ入口交差点南西側には糧秣支廠の壁の一部が保存され、記念碑が設置されている。

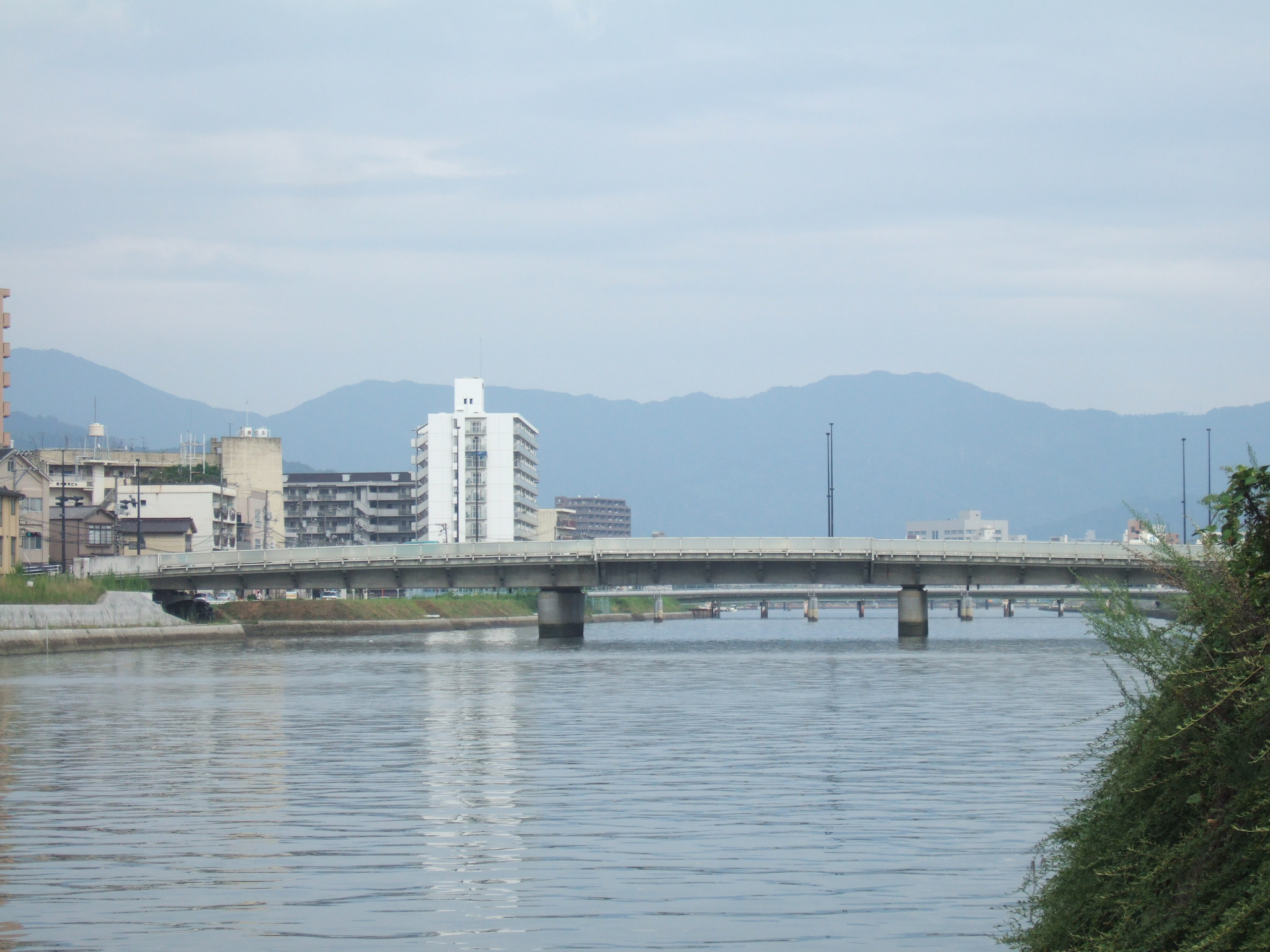
旧猿猴川橋梁跡に架かる平和橋（2009年）
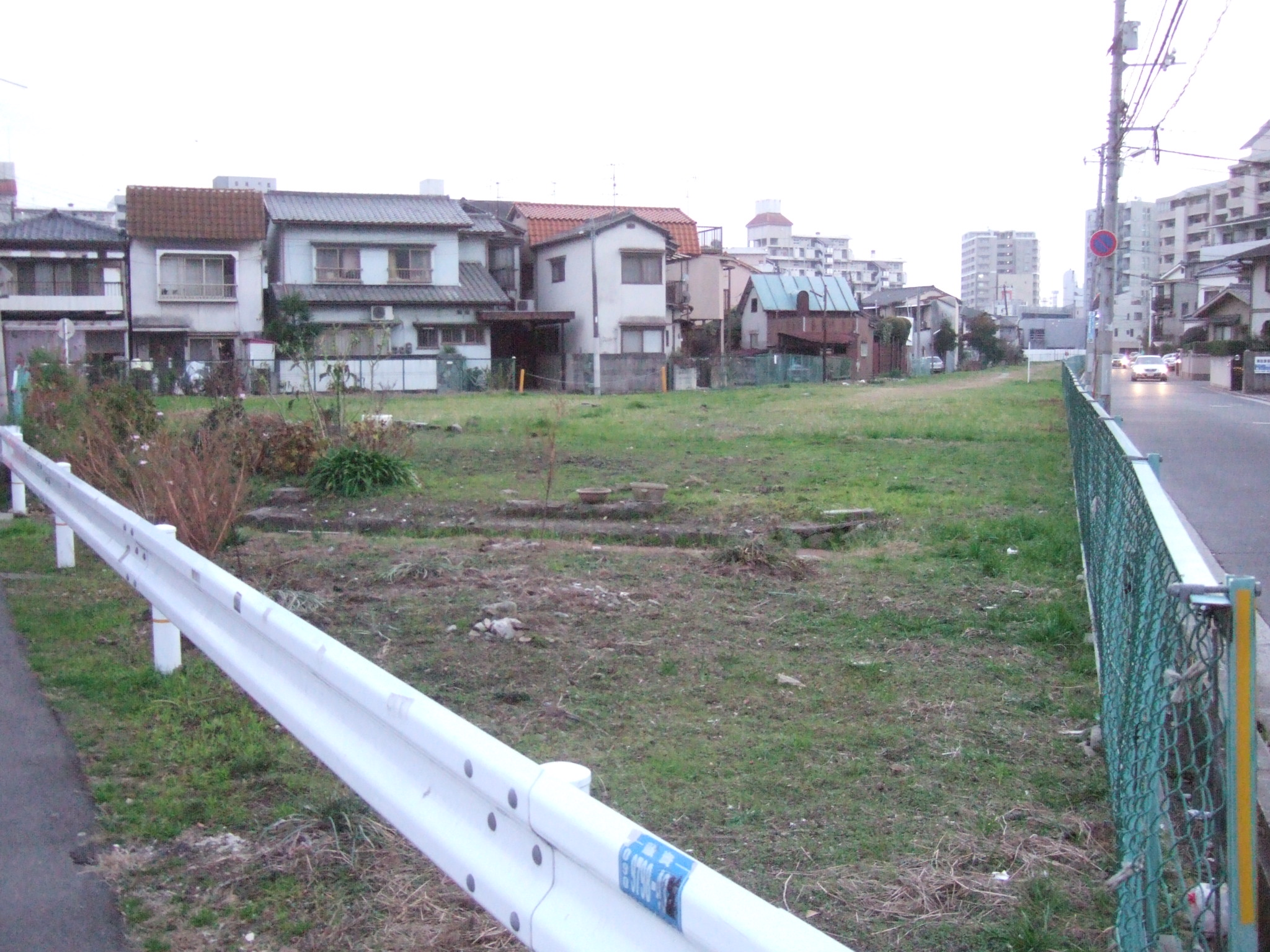
南段原駅跡（2007年）
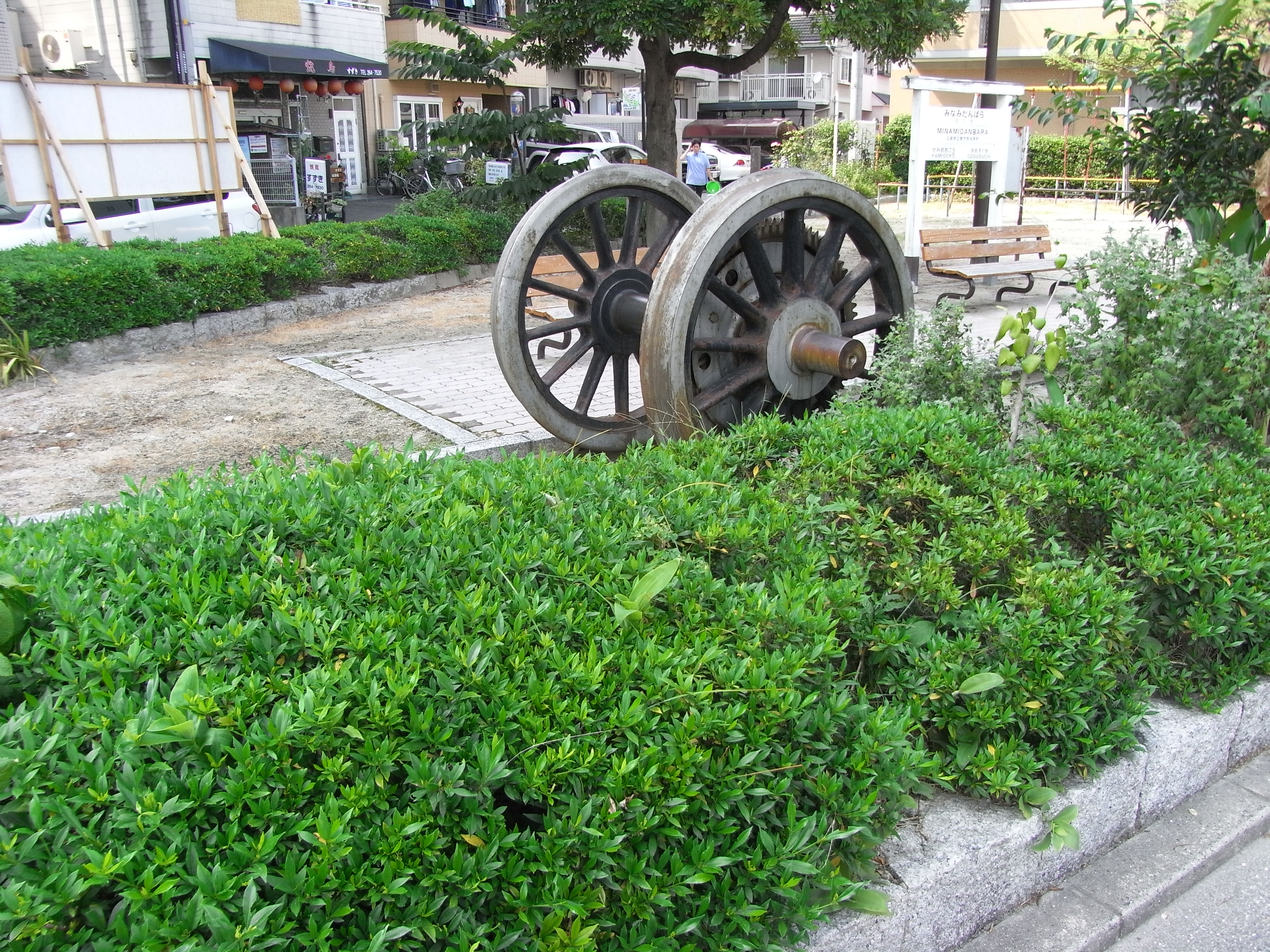
南段原駅跡南にある段原南第五公園のモニュメント（2009年8月）
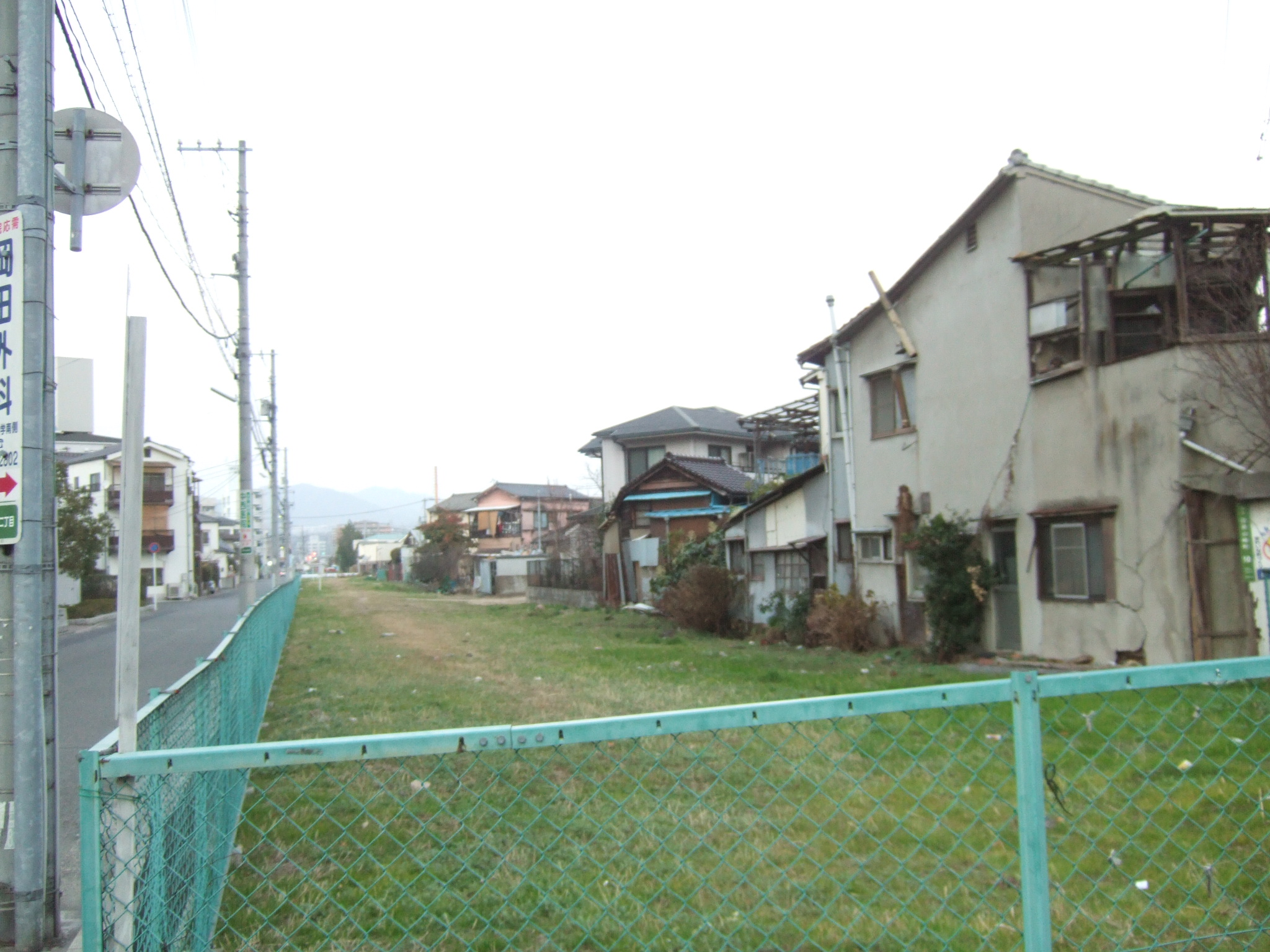
南段原駅南側の線路跡（2007年）
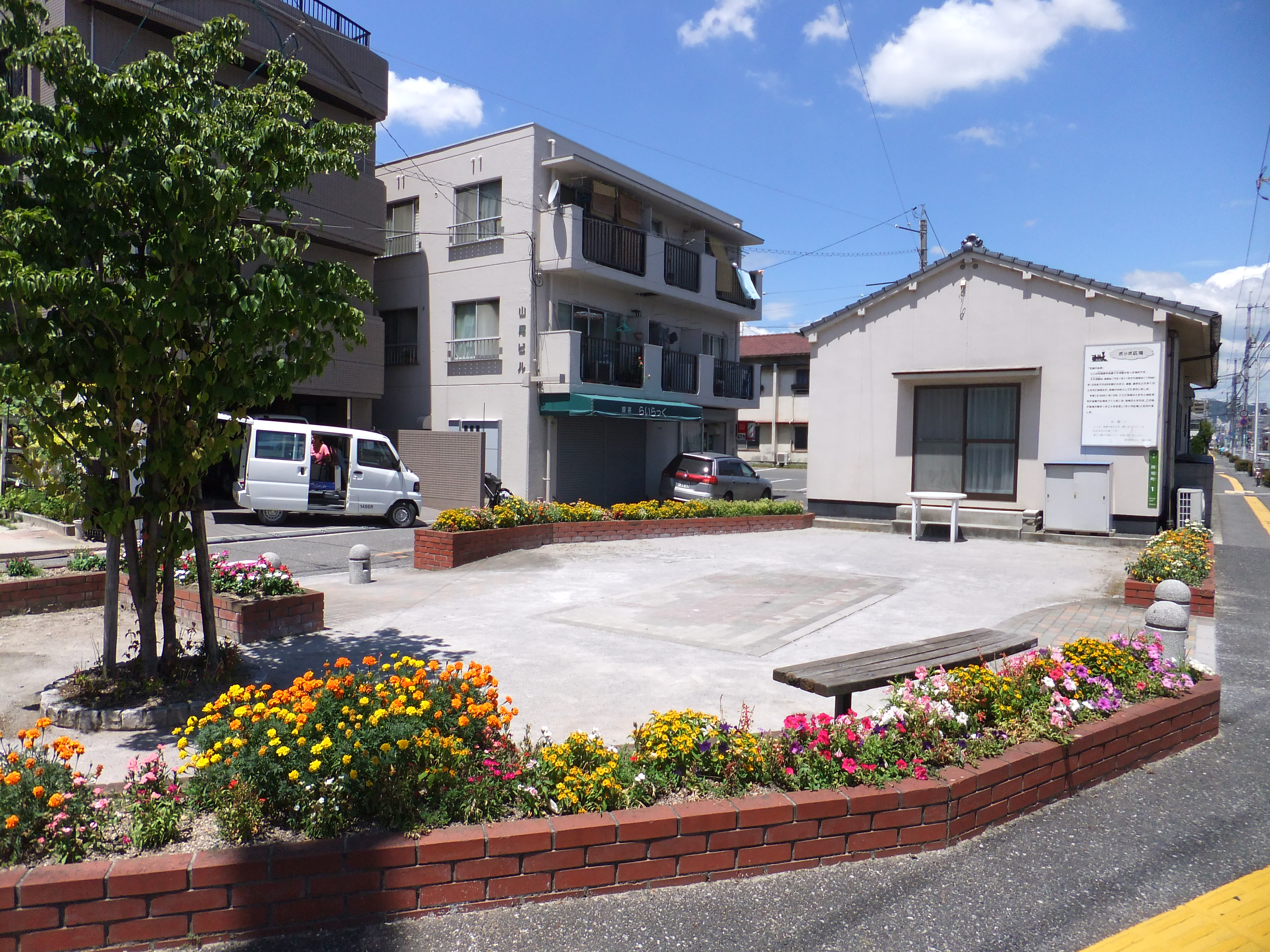
下大河駅跡に出来たポッポ広場（2012年8月）
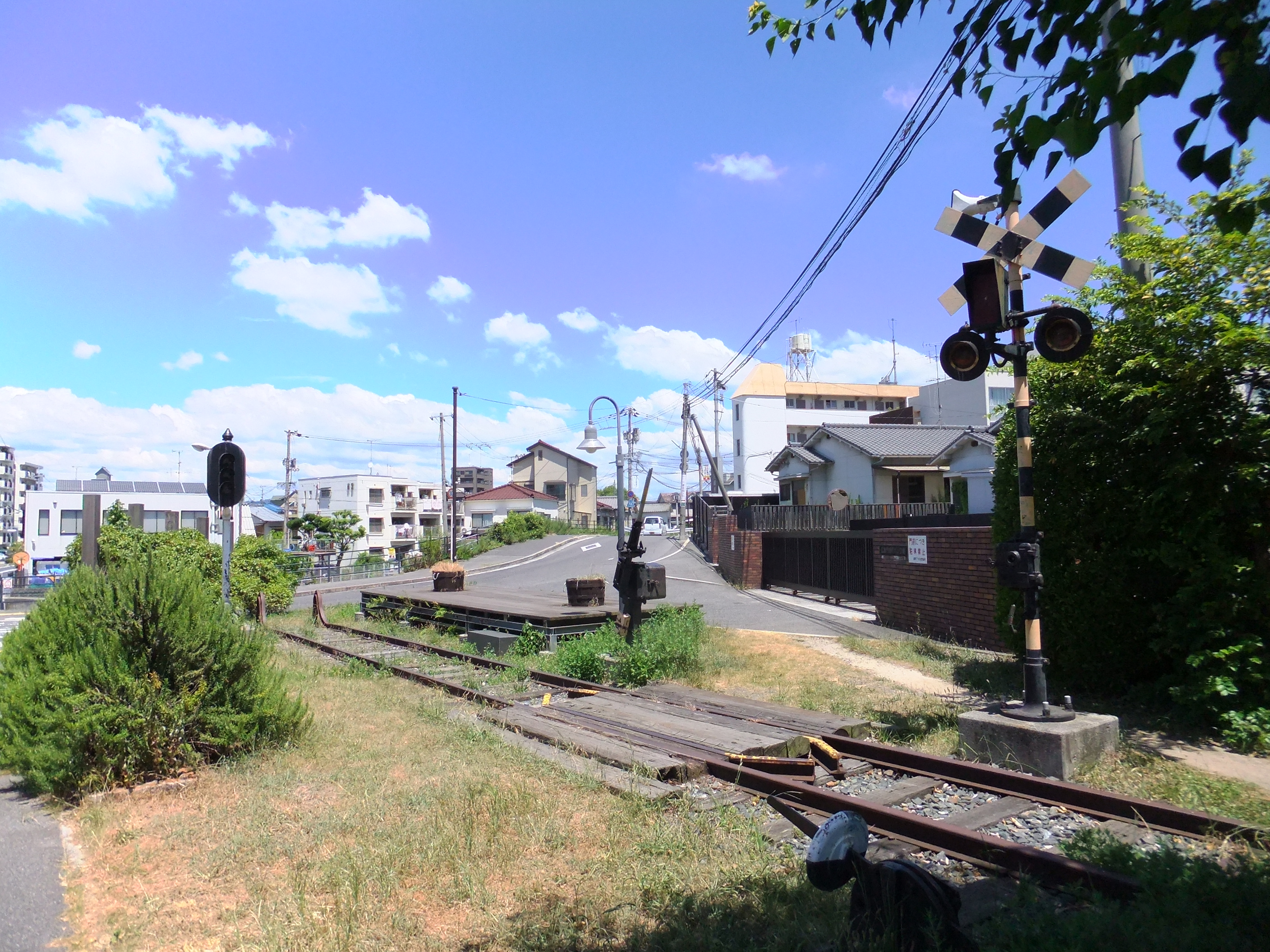
丹那駅跡近辺に出来たモニュメント（2012年8月）
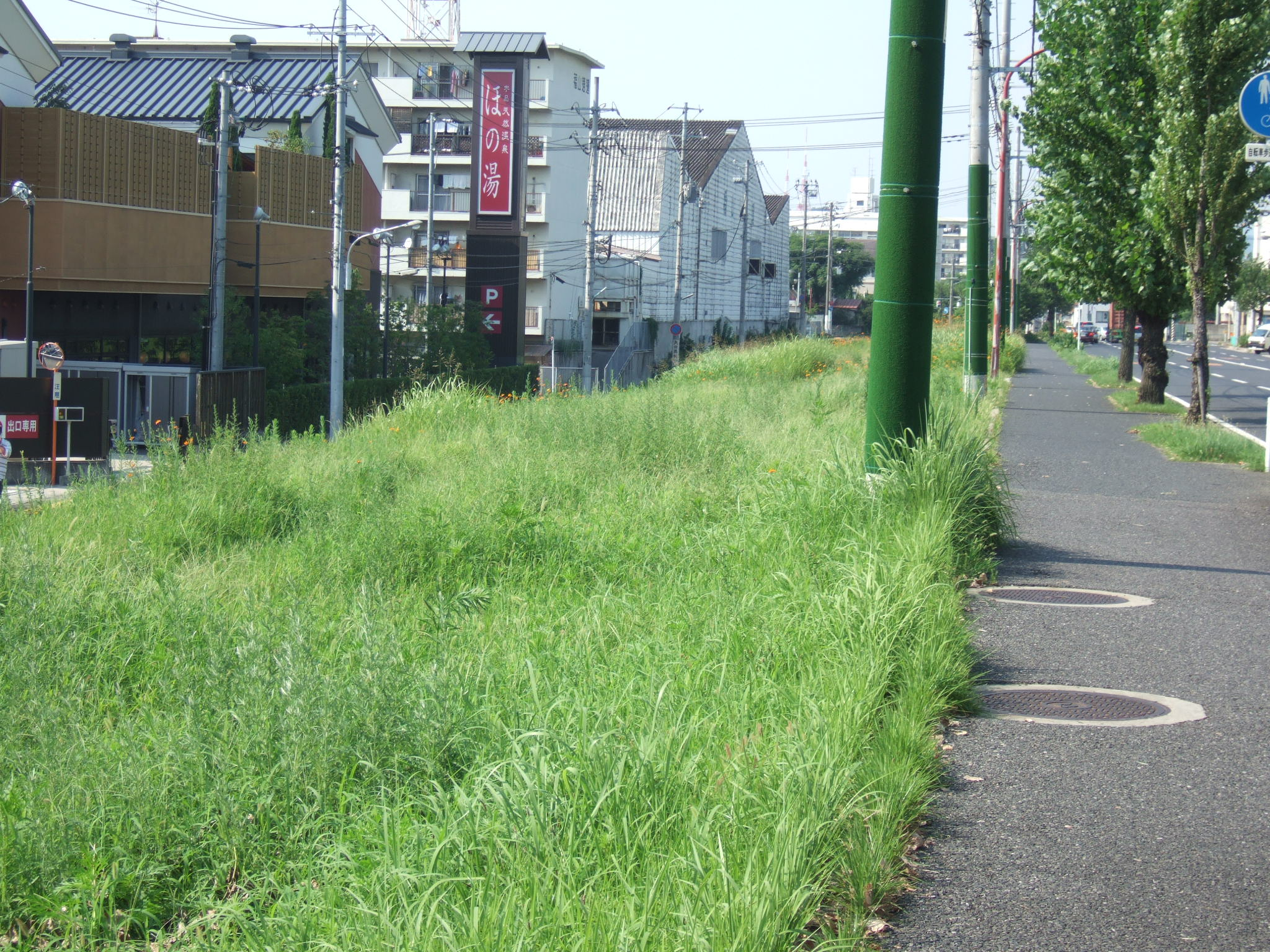
丹那駅南側の線路跡（2009年）
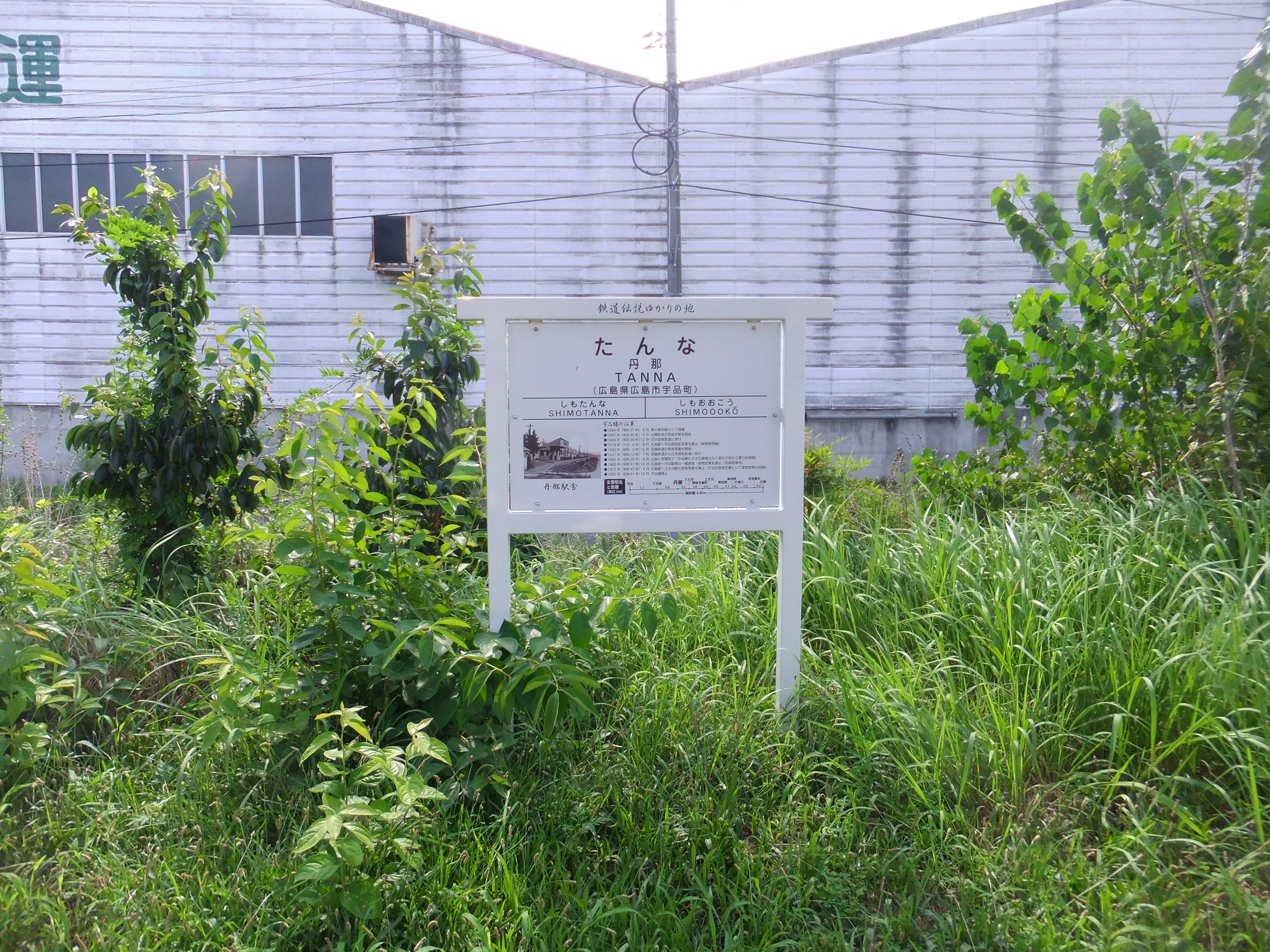
丹那駅跡の「鉄道伝説ゆかりの地」モニュメント（2014年8月）
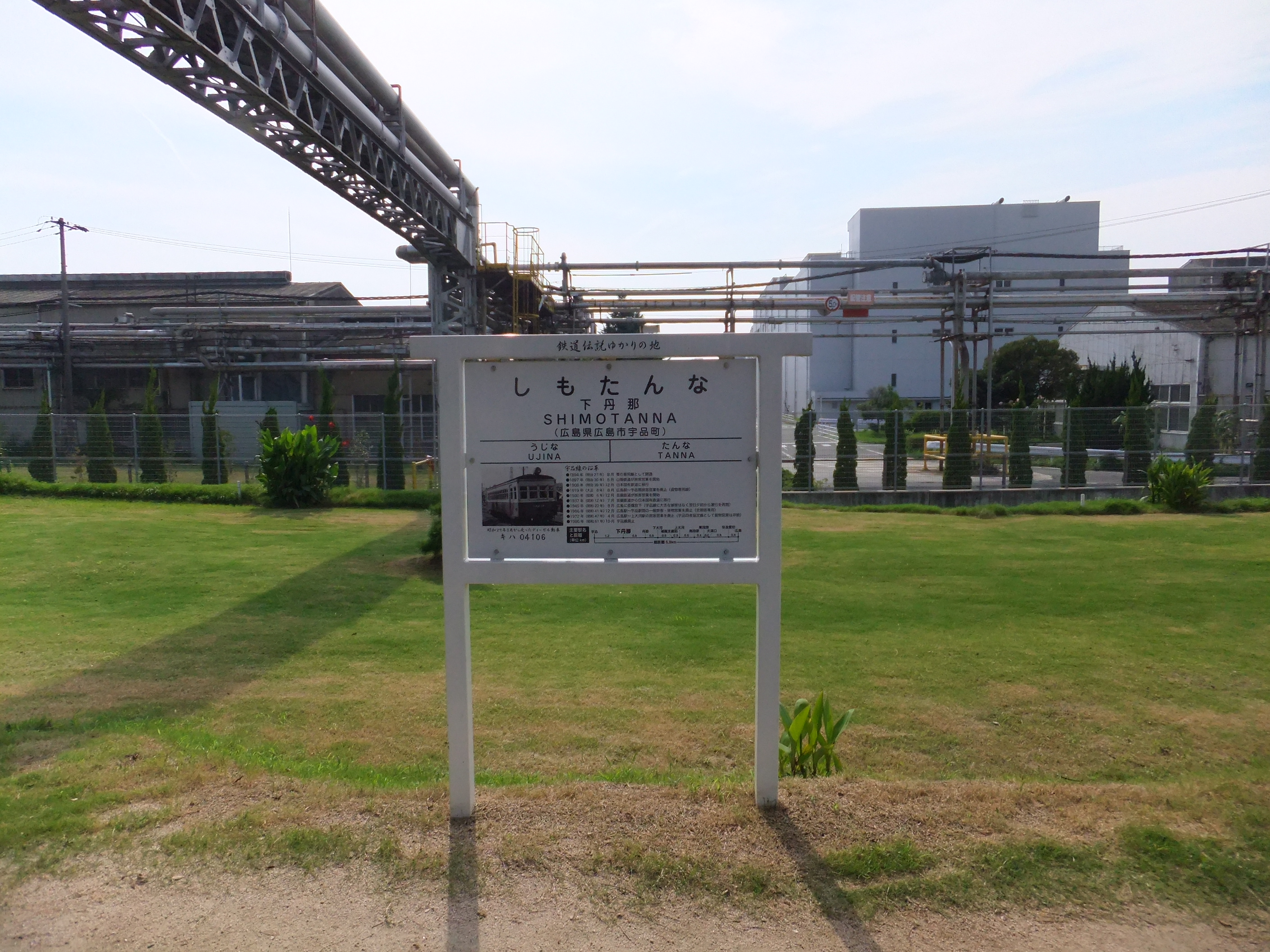
下丹那駅跡の「鉄道伝説ゆかりの地」モニュメント（2014年6月）
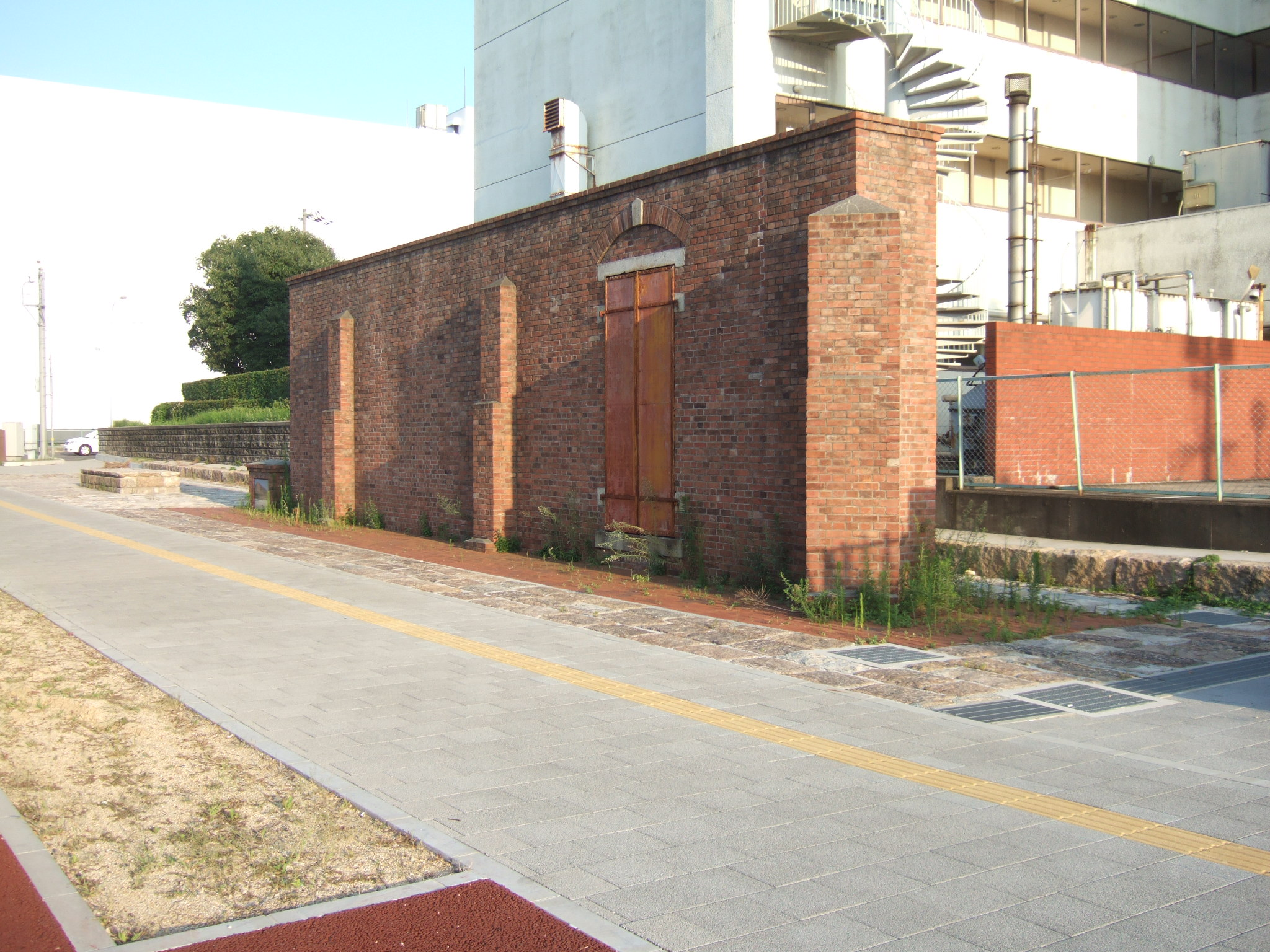
糧秣支廠倉庫モニュメント（2009年）

## 関連文献

### 書籍
- 長船友則 『宇品線92年の軌跡』（RM LIBRARY 155） ネコ・パブリッシング、2012年 ISBN 9784777053285 - 駅・路線の歴史のほか、国鉄時代の各駅の駅舎・ホームや入線する列車などの写真が掲載されている。関連リンク：
- 宮脇俊三（編） 『鉄道廃線跡を歩く』 (II)  日本交通公社出版事業局、1996年 ISBN 4533025331
白川淳「宇品線」（pp.122 - 123）で1990年代半ばの廃線跡・駅址の状況が写真入りで記述。

### 新聞記事
- 「宇品線92年の軌跡」 (1) 〜 (8) 『中国新聞』1986年8月26日〜30日付、9月2日付、9月4日〜5日付「広島総合版」掲載。